# Kuba Płucisz

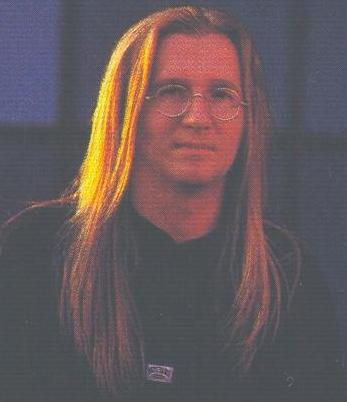
Kuba Płucisz w 1995 roku

Kuba Płucisz, właśc. Jakub Płucisz (ur. 6 sierpnia 1964 w Białobrzegach) – polski gitarzysta rockowy, kompozytor, autor tekstów utworów muzycznych. Założyciel polskiej grupy rockowej IRA, której w latach 1987–1996 był również liderem, menadżerem i współtwórcą większości przebojów. Od drugiej połowy lat 90. XX wieku mieszkający w Holandii, gdzie prowadzi własną firmę. Z wykształcenia jest magistrem ekonomii. Od 2015 roku związany z projektem muzycznym Kuba Płucisz i Goście.

## Życiorys
Do 11 roku życia mieszkał w Białobrzegach, następnie w Radomiu. Karierę muzyczną rozpoczął w 1979 w Radomiu, kiedy to założył pierwszy amatorski zespół. Nazwę "ira" (1982) zaczerpnął ze słownika języka łacińskiego. Fascynował się wtedy heavymetalowym zespołem TSA. Zespół występował na lokalnych przeglądach, co zaowocowało dostaniem się na próby do radomskiego Domu Kultury. Łącznie w latach 1979–1986 Płucisz grał w siedmiu kapelach, z czego wszystkie nosiły nazwę "ira". Zespoły dość szybko się rozpadały z powodu odbywania służby wojskowej przez ich członków. Wiosną 1986 do zespołu Płucisza trafił perkusista Wojciech Owczarek. Grupa prezentowała muzykę zbliżoną do funky metalu. W czerwcu 1987, Płucisz nagłaśniał w radomskim amfiteatrze koncert grupy Landrynki dla dziewczynki, w którym występował Artur Gadowski. Po koncercie Płucisz, który szukał wokalisty do nowo powstającego projektu muzycznego, złożył ofertę pracy Gadowskiemu, który parę tygodni później ofertę przyjął.
Po uformowaniu się składu grupy, w listopadzie 1987 założył w rodzinnym Radomiu rockowy zespół Ira. W 1990 ściągnął do zespołu drugiego gitarzystę Piotra Łukaszewskiego. W latach 1992–1993 był menadżerem rockowej grupy Kramer. Także w 1993, wspólnie z Waldemarem Najgrodzkim w Krakowie założył firmę fonograficzną Akar. Na krążkach 1993 rok oraz Znamię, Płucisz zrezygnował z aktywnego komponowania, na rzecz prowadzenia interesów związanych z zespołem. W 1995 podczas festiwalu Marlboro Rock – In 95 wraz z Tomkiem Lipińskim (Brygada Kryzys) zasiadał w jury konkursu.
Po słabym zainteresowaniu płytą Ogrody wydaną w 1995, zespół coraz mniej koncertował. 1 września 1996, wskutek braku aktywnego koncertowania oraz nieporozumień w zespole, opuścił grupę. Parę miesięcy później zespół zawiesił swoją działalność. Z zespołem Ira wystąpił jeszcze raz, w 1998 na koncercie w USA w programie Jerzego Owsiaka Kręcioła.
W 2000 roku na łamach miesięcznika „Machina” deklarował chęć powrotu wraz z Irą na scenę. Po rozbracie z muzyką zajmował się m.in. handlem samochodami. W 2014 roku zaczął pracę nad solową płytą i na dobre wrócił do muzyki. 31 lipca 2015 roku wystąpił jako Kuba Płucisz i Goście na 21. Przystanku Woodstock. 16 lipca 2022 roku wystąpił z zespołem Ira na festiwalu w Jarocinie.
W grudniu 2023 roku ogłoszono, że wraz z Grzegorzem Kupczykiem, Adamem Wolskim, Grzegorz Stępniem, Piotrem Łukaszewskim, Pawłem Oziabło i Maciejem Starostą wszedł w skład supergrupy Dorosłe Dzieci.
Ma żonę oraz dwóch synów, Mikołaja i Michała.

## Dyskografia

### IRA
- 1989 – Ira (Pronit)
- 1991 – Mój dom (Kontakt/Top Music)
- 1993 – 1993 rok (Top Music)
- 1993 – Ira Live (Akar)
- 1994 – Znamię (Top Music)
- 1995 – Ogrody (Zic Zac)

### Kuba Płucisz i Goście
- 2016 – Tu jest mój dom (First Records)[7]

## Menadżer
- 1991–1993: Kramer